# Dalaholmssjön
Dalaholmssjön är en sjö i Götene kommun i Västergötland och ingår i Göta älvs huvudavrinningsområde. Sjön ligger i tätorten Lundsbrunn. Vid sjöns norra strand ligger Dalaholms såg och trävaruaffär. I söder övergår sjön till en våtmark som går ner till en uppdämd del av Dalaån.